# Sawa
Sawa Kouchi (河内 沙和 Kouchi Sawa), estilizada como SAWA es una cantante y compositora árabe que debutó en 2008. En 2009, firmó en Sony Music Entertainment Japón y se unió a su subsello, Epic Records. En 2012 se cambió a Bellwood Records y lanzó su sexto miniálbum, ソプラノレイン (Soprano Rain).

## Carrera
Apareció por primera vez en 2003 como miembro del grupo Jack Knife bajo Stardust Management. El grupo realizó varias presentaciones en vivo y se disolvió en abril de 2004, sin la liberación de ningún álbum.
Su primer álbum titulado Welcome to Sa-World fue lanzado el 7 de julio de 2010. El álbum contó con 7 canciones producidas por ella misma. Después su sexto miniálbum titulado  ソプラノレイン (Soprano Rain) contenía los 5 primeros temas producidos por ella. La canción fue utilizada en el programa Minna no Uta.

## Discografía

### Álbumes Completos
1. Welcome to Sa-World ( 2010)
  1. Opening Ceremony ～Sa-Worldへようこそ～(-Welcome to Sa-World-)
  2. MerryGoRound
  3. Stars
  4. NightBus
  5. Chocolate Zone ～野生のSAWA～(-Wild SAWA-)
  6. ManyColors
  7. I'm a president
  8. Throw him away!
  9. Danger Zone ～逃げろ！危うしSa-World！～(-Run away! Dangerous Sa-World!-)
  10. Swimming Dancing
  11. Planet-T
  12. Friday Night
  13. Eat It All ～Live in Sa-World～
  14. I Can Fly
  15. あいにいくよ(I will go meet you)
  16. Dream about...
  17. Thank you for visiting ～My name is...～

### Miniálbumes
1. COLORS (junio de 2008)[6]
  1. ManyColors
  2. Blue
  3. Yellow
  4. Pink
  5. Green

Producido por Takeshi Hanzawa (FreeTEMPO)
2. TIME&SPACE (diciembre de 2008)
  1. Stars (Producido por RAM RIDER)
  2. Discovery (Producido por Yukihiro Fukutomi)
  3. Metropolitan Museum (Producido por Nakatsuka Takeshi)
  4. Are You Ready For Love (Producido por A Hundred Birds)
  5. Space Travel (Producido por Kentaro Takizawa)
3. I Can Fly (julio de 2009)[7]
  1. I Can Fly (Producido por Sound Around)
  2. Sing It Back (Producido por Yukihiro Fukutomi)
  3. NightDesert (Producido por Haioka (BREMEN))
  4. I Love You Always Forever (Producido por Masayuki Ishii (TICA/gabby & lopez))
  5. My Sunny Days (Producido por note native)
  6. Sing It Back -Extended Club Mix- Japanese Ver.
  7. Sing It Back -Extended Club Mix- English Ver.
  8. Sing It Back -Extended Club Instrumental-
4. Swimming Dancing (noviembre de 2009)[8]
  1. Swimming Dancing
  2. World-Wide Tea Party
  3. Swimming Dancing -RYUKYUDISKO Remix-
  4. World-Wide Tea Party -Kentaro Takizawa BIG ROOM Remix-
  5. ManyColors -Yukihiro Fukutomi Remix-
  6. Stars -Jazzin'park 31 good night Remix-
  7. Swimming Dancing -Extended Club Mix-
  8. Stars -Jazzin'park 31 good morning Remix-
5. あいにいくよ (Ai ni Ikuyo；I will go see you) (abril de 2010)[9]
  1. あいにいくよ (Ai ni Ikuyo) (Produced by Nawata Hisashi)
  2. Jet Coaster (Produced by Jazzin'park)
  3. サイダー (Cider) (Produced by Junya Ookubo Zyun) (ANA)
  4. SuperLooper (Produced by RAM RIDER)
  5. Samba de Mar -Nakatsuka Takeshi Remix-
6. ソプラノレイン (Soprano Rain) (diciembre de 2012)
  1. Good day Sunshine
  2. Mysterious Zone
  3. Try Again!
  4. ハッピーバースデイ (Happy Birthday)
  5. NoLimit
  6. ソプラノレイン (Soprano Rain)
  7. 心の瞳 (The Eye of the Heart)